# Belfagor (serial cinematografico)
Belfagor è un serial cinematografico del 1927 diretto da Henri Desfontaines e tratto dal romanzo omonimo di Arthur Bernède, autore della sceneggiatura. il serial è composto da 4 episodi di 1 ora ciascuno, proiettati in serate differenti.

## Trama

### Primo episodio
Il custode Gautrais riferisce al Conservatore del Museo del Louvre di avere sorpreso un intruso durante il giro notturno. Il Conservatore vorrebbe avvertire la polizia, ma un altro custode di nome Sabarat si offre di tendere un'imboscata al sospetto ladro.
Il mattino seguente Gautrais trova il collega moribondo nella sala delle divinità pagane, ai piedi della statua del dio Belfagor: l'uomo fa in tempo a proferire le parole “Il fantasma”, poi muore. La notizia del misterioso omicidio al Louvre, diffusa dagli altoparlanti radio di strada, inquieta la città: c'è chi lo ritiene un ladro, chi propende per l'ipotesi fantasma. Il direttore della Police Judiciaire, Ferval, incarica delle indagini l'ispettore Ménardier, che però rimane piuttosto reticente con la stampa. Un giovane giornalista del Petit Parisien di nome Jacques Bellegarde è molto intrigato dal mistero del fantasma del Louvre: l'uomo è fidanzato con Simone Desroches, una donna che ritiene troppo ricca perché possa sposarla, ma al tempo stesso è attratto dalla giovane e bella Colette Barjac.
Simone è molto preoccupata dalla volontà di Jacques di risolvere il mistero, teme possa esserci un pericolo. Il giornalista domanda alla sua domestica Marie-Jeanne di chiedere al marito, il custode Gautrais, di lasciarlo entrare al museo perché vuole nascondersi nella sala delle divinità barbare. Gautrais teme di essere licenziato, ma un uomo che ha molta influenza su di lui ha sentito la conversazione e lo invita ad accettare: questi è forse il padre di Colette Barjac.
La notte non c'è solo Bellegarde appostato nella sala del Louvre, ma anche l'ispettore Ménardier con due agenti. Quando il fantasma si manifesta, inseguito dal giornalista, ha luogo una sparatoria. Ménardier vorrebbe arrestare Bellegarde ma interviene l'uomo che l'ha autorizzato, anche lui nascosto nel museo, il quale rivela di essere il famoso investigatore Chantecoq.

### Secondo episodio
Chantecoq testimonia con il commissario Ménardier che il giornalista Bellegarde non è in combutta con il fantasma. Il poliziotto mette sotto torchio il custode Gautrais, che viene licenziato dal museo per aver fatto entrare estranei di notte. Però, come gli ha promesso Chantecoq, sia lui che la moglie vengono assunti al servizio del detective.
Chantecoq tuttavia comincia a riflettere sulle lettere anonime che Belfagor ha inviato, e trova una somiglianza sospetta con la calligrafia di Bellegarde. Inoltre, la notte tardi il fantasma si introduce a casa di Simone Desroches e trafuga tutte le lettere d'amore che le ha inviato il giornalista. Bellegarde è scomparso, con grande pena di Colette: suo padre non sembra comunque sospettare di lui, anche se gli indizi si moltiplicano.
Il giorno successivo Ballegarde riappare e racconta una strana storia: ha ricevuto un messaggio che annunciava la grave infermità di un amico che vive a Nesles ed è partito in treno, arrivando nella cittadina alla stessa ora in cui il fantasma del Louvre sarebbe entrato in casa di Simone. Qui è stato tramortito in un agguato e gettato giù da un ponte, ma siccome aveva finto di perdere i sensi è riuscito a salvarsi a nuoto.
I due uomini che hanno aggredito Bellegarde penetrano di notte nella chiesa di Saint-Germain-l'Auxerrois, di fronte all'ingresso principale del Louvre, e scendono nei sotterranei tramite una botola.
Il fantasma del Louvre li attende lì sotto.

### Terzo episodio
Il fantasma del Louvre e i suoi due accoliti penetrano nel museo tramite un passaggio sotterraneo segreto dalla chiesa di Saint-Germain, e si liberano di Ménardier e i suoi agenti con il gas soporifero. Spostano il basamento della statua di Belfagor e ne estraggono un antico forziere. Il mattino seguente i guardiani rinvengono i poliziotti addormentati: sul posto trovano un frammento di serratura e capiscono che il fantasma ha portato via qualcosa.
Ménardier non cessa di sospettare di Bellegarde, che però ha lasciato casa sua per essere ospitato da Chantecoq. Uno dei complici del fantasma è un gobbo, segretario del barone Papillon, che frequenta casa Desroches: è quest'uomo deforme a organizzare un'effrazione in casa del giornalista per lasciarvi un frammento di serratura simile a quello rinvenuto al museo e una moneta d'oro del tempo di Enrico III.
Abbandonata da Bellegarde, Simone si ammala e la sua situazione peggiora sempre di più, fino alla morte. Avvertito, Bellegarde fugge dalla protezione di casa Chantecoq per darle l'ultimo saluto, e solo l'intervento del detective impedisce che venga arrestato dalla polizia. Per beffare Ménardier e il suo capo Ferval, Chantecoq traveste il giornalista e lo presenta come conservatore del museo italiano già svaligiato dai ladri: in questo modo i due hanno modo di prendere visione di un antico memoriale, in cui si narra che l'alchimista di Caterina de' Medici nascose un forziere di gioielli sotto il pavimento di una sala del Louvre, allora residenza reale, prima di fuggire durante una sommossa. È evidente che è attraverso questo passaggio segreto che Belfagor e i suoi sono penetrati nel museo per impossessarsi del tesoro.

### Quarto episodio
Arriva a Parigi la sorella di Simone Desroches, che chiede al capo della polizia di ritardare di un giorno gli accertamenti patologici sul cadavere, dal momento che si sospetta sia stata avvelenata da Bellegarde. Ma il corpo viene rapito da Belfagor sotto gli occhi della cameriera. Una lettera anonima indica a Ménardier che il giornalista Bellegarde si nasconde in casa di Chantecoq, sotto l'identità del direttore di un museo italiano: il commissario lo trae in arresto.
Deciso a dimostrare l'innocenza di Bellegarde, il detective Chantecoq si introduce in casa Desroches e scopre che l'istitutrice di Simone è parte di un grande complotto. La stessa Simone non è morta, ma finge di essere la propria sorella. Simone però ha fatto rapire Colette, la figlia di Chantecoq, dai suoi accoliti, in modo da prendere tempo e riuscire a fuggire all'estero con il tesoro, ma il detective è più veloce di lei e riesce a bloccarla e convincerla a confessare.

## Produzione
La sceneggiatura è stata scritta da Arthur Bernède, autore del romanzo dal quale il film è tratto.

## Distribuzione

### Cinema
Gli episodi del serial cinematografico sono stati proiettati in Francia al cinema in quattro appuntamenti a partire dal 10 febbraio 1927. In Finlandia è stato distribuito dal 15 maggio 1927. In Portogallo dal 28 maggio 1929. Nel Regno Unito è stato proiettato, a Londra, il 3 gennaio 1929 e, successivamente reintitolato, dal 21 marzo dello stesso anno. In Italia il serial è stato proiettato in due serate alla rassegna Il Cinema Ritrovato, il 20 e il 22 luglio 2021.
Il film, distribuito con il titolo di Belphégor in Francia e Danimarca, è noto anche con i titoli: O Fantasma do Louvre (Brasile e Portogallo), Belphegor (Grecia, Jugoslavia e Slovenia), Belfegor (A detektívek királya) (Ungheria), El fantasma del Louvre (Spagna), The Mystery of the Louvre (Regno Unito).

### Home video
Il serial cinematografico è stato pubblicato in Italia nel 2002 in home video da Yamato Video in due DVD, come quinto e sesto DVD, in concomitanza con la pubblicazione della miniserie televisiva Belfagor o Il fantasma del Louvre del 1965.